# تشاس إس. كليفتون
تشاس إس. كليفتون (بالإنجليزية: Chas S. Clifton)‏ هو كاتب أمريكي، ولد في 1951.

## وصلات خارجية
- الموقع الرسمي